# 佐藤賢吉
佐藤 賢吉（さとう けんきち、1914年12月29日 - 1964年1月30日）は、日本のバレーボール選手。昭和期のバレーボールの先駆者。

## 経歴・人物
福岡県出身。1932年福岡県中学修猷館を経て、大阪外国語学校に進学する。在学中に全日本代表メンバーに選ばれている。
卒業後、昭和製鋼所に入社し、1940年の全日本排球選手権で優勝をもたらしている。
戦後は、郷里福岡で「スピヤース」というクラブチームを結成して、全日本排球選手権に出場し、ベスト4に進出している。1950年には、一大飛躍を目指した倉敷紡績が、適切な女子の指導者を求め、佐藤に白羽の矢を立てて監督に就任。その後のクラボウバレーボール部の黄金時代を築いた。
1960年に監督を辞任。その後、日本実業団バレーボール連盟の副理事長などを務めている。